# Apalone
Apalone Rafinesque, 1832 è un genere della famiglia dei Trionichidi. Originarie del Nordamerica, le tartarughe del genere Apalone sono diffuse prevalentemente negli Stati Uniti, ma si incontrano anche in alcune regioni del Canada meridionale e del Messico settentrionale. In precedenza, queste specie venivano classificate, così come molte altre tartarughe dal guscio molle, nel genere Trionyx, e solo recentemente sono state inserite in un genere a parte. (Il genere Trionyx comprende attualmente solo un'unica specie, originaria dell'Africa). Le tre specie di Apalone sono:
- Apalone ferox (Schneider, 1783) - tartaruga dal guscio molle della Florida;
- Apalone mutica (Lesueur, 1827) - tartaruga dal guscio molle liscia;
- Apalone spinifera (Lesueur, 1827) - tartaruga dal guscio molle spinosa.

La prima vive in Carolina del Sud, Georgia, Florida e Alabama; la seconda occupa un areale maggiore, che comprende le regioni degli Stati Uniti a est delle Montagne Rocciose; la più diffusa, però, è A. spinifera, diffusa in Canada (regioni meridionali dell'Ontario e del Quebec), in quasi tutti gli Stati Uniti e nel Messico orientale.
Le tartarughe dal guscio molle nordamericane sono rapide nuotatrici che inseguono in acqua le prede delle quali si nutrono, soprattutto pesci. Trascorrono gran parte del tempo riposandosi sulla sabbia del fondale.